# Карминьяно
О местном вине см. Карминьяно (вино)
Карминьяно (итал. Carmignano) — коммуна в Италии, располагается в регионе Тоскана, в провинции Прато.
Население составляет 13 238 человек (2008 г.), плотность населения составляет 343 чел./км². Занимает площадь 39 км². Почтовый индекс — 59015. Телефонный код — 055.
Покровителем коммуны почитается Архангел Михаил, празднование 29 сентября.

## Демография
Динамика населения:

## Администрация коммуны
- Официальный сайт: http://www.comune.carmignano.po.it/ Архивная копия от 24 марта 2010 на Wayback Machine